# 西藏铁线蕨
西藏铁线蕨（学名：Adiantum tibeticum）为铁线蕨科铁线蕨属下的一个种。其种加词“tibeticum”意为“西藏的”。